# Sociální psychologie
Sociální psychologie je základní psychologickou disciplínou nacházejíci se mezi psychologií a sociologií. Dá se zkoumat z hlediska jednak psychologického, nebo z hlediska sociologického. Psychologické hledisko je více orientováno na jedince, jeho vnímání sociálních situací a jak tohle vnímání ovlivňuje jeho kognitivní procesy. Pokouší se za pomoci vědeckých metod porozumět a zároveň vysvětlit, jak je myšlení, cítění a chování jedinců ovlivňováno skutečnou, představovanou či předpokládanou přítomností druhých. Z hlediska sociologie se sociální psychologie více zaměřuje na vztahy mezi jedincem a skupinou, resp. společností, ve které je aktivnou součástí.
Sociální psychologie je tedy věda o chování, prožívání a zkušenostech jednotlivce ve společnosti. Zabývá se zejména změnami obsahu i formy duševního života člověka pod vlivem sociálních podnětů a následný vliv těchto změn na sociální vztahy aktéřů. Předmětem výzkumu je tedy konkrétní osoba, neboli sociální subjekt, žijící v konkrétních společenských podmínkách, jeho sociální interakce, sociální komunikace, postoje a sociální učení.

## Historie
Sociální podmíněnost chování byla předmětem zkoumání již od období antiky. Jako samostatná věda se sociální psychologie vytvořila na přelomu 19. a 20. století. Za zakladatele sociální psychologie jsou pokládáni Émile Durkheim a jeho žák Lévi-Strauss. Jejich přínosem je pojmenování jevů jako „primát sociálních faktů“, „kolektivní reprezentace“, „omezení a pravidla“. Pojem „sociální psychologie“ byl prvě použit v roku 1897 americkým psychologem a filozofem Jamesem Markem Baldwinem a ustálen v roku 1902 zásluhami Charlesa Hortona Cooleyho. Mezi myšlenkové zdroje sociální psychologie můžeme zařadit teorii davu a masové psychologie (Gustave Le Bon), koncepci skupinové mysli (William McDougall) a psychologii národů (Wilhelm Wundt). Za první sociálně-psychologický výzkum je označována studie Normana Tripletta z roku 1898 zabývající se jevem sociální facilitace.
Za počátek sociální psychologie jako samostatního vědního oboru se obecně považuje rok 1908, kdy byly vydány první učebnice s označením sociální psychologie. Šlo o díla publikovaná nezávisle od sebe autory a psychology Williamem McDougallem a Edwardem Alsworthem Rossem. Po tomto milníku lze sledovat rychlý rozvoj sociální psychologie zejména v USA. Ve 30. letech se tomuto oboru věnovalo mnoho psychologů, kteří imigrovali do Spojených států z nacistického Německa. Jednou z nejvýznamnějších postav mezi nimi byl Kurt Lewin. Středem pozornosti pak byly především postoje a chování v malých skupinách. V šedesátých letech objevila sociální psychologie množství témat, například poslušnost vůči autoritě, kognitivní disonance nebo intervence přihlížejících. Moderní badatelé se zajímají mimo jiné o sociální vnímání, atribuci a sebepojetí. Na začátku 21. století je sociální psychologie institucionalizovanou disciplínou s velkou šíří záběru a značnou hloubkou zpracování jednotlivých témat. Kromě kognitivistického přístupu je silným explanačním rámcem teorie sociální identity a vyvíjí se evolucionistické přístupy.

#### Vývojová období sociální psychologie
Podle autorů knihy Sociální Psychologie lze rozdělit vývojová období na tři etapy.
1. První období (1908-1945) značí rozvoj sociální psychologie, která si v tomto období hledá své ohraničení a taktéž se snaží o zasloužení akceptace a uznání akademické obce.[5]
2. Druhé období (1946-1969) zaznamenává rozšíření záběru sociální psychologie. V tomhle období však chybí celistvá teorie, která by tenhle vědní odbor zastřešovala a taktéž se vykonává velké množství experimentálních výzkumů.[6]
3. Třetí období (1970-současnost) se soustředí na metodologii a praktické využití sociální psychologie v životě člověka.[7]

### Vývoj v Československu
Počátky sociální psychologie v Čechách se datují zpátky do roku 1871, kdy psycholog Gustav Adolf Lindner publikoval své dílo Ideen zur Psychologie der Gesellschaft als Grundlage der Socialwissenschaft, v českém překladu Myšlenky k psychologii společnosti jako základ sociální vědy. Tato publikace je historicky první knihou debatující o předmětech sociální psychologie na evropském kontinentu. Následně, po rozpadu Rakousko-Uherska, se rozšířil prostor pro sociální psychologii když se společnost začala zabývat otázkami národní mentality a národního charakteru. Touto problematikou se zabývali například Tomáš Garrigue Masaryk, Emanuel Chalupný, Ferdinand Peroutka a Anton Jurovský. Sociálně-psychologická témata se začala probírat také na českých univerzitách, které podléhaly trendům světového vývoje až po dobu Druhé světové války, kdy byly univerzity nuceny přerušit činnost. V roce 1946 byl založen Ústav pro výzkum veřejného mínění a spolu s ním se opět vytváří prostor pro návrat sociální psychologie jako vědecké disciplíny.

## Oblast zkoumání
Sociální psychologie je vědecké studium efektu sociálních a kognitivních procesů na způsob, jakým jedinci vnímají jiné lidi, způsob, jakým je ovlivňují a vytvářejí si vztahy k nim. Zabývá se působením lidí okolo nás, sociálních institucí a kultury na naše myšlení, prožívání a konání a také působením našeho vlastního vnímání, představ, vzpomínek, myšlenek, prožívání a motivace na náš vztah ke světu kolem a na naše konání. Soustřeďuje se na jedince a jeho sociální chování a postihuje toto chování v situačním, kontextovém  a interakčním rámci.
Sociální psychologie při vysvětlování lidského chování spojuje dva obory: sociologii a psychologii. V rámci disciplíny je možno rozlišit přístupy, které mají blíže k psychologii (psychologická sociální psychologie) a přístupy, které spoléhají spíše na sociologii (sociologická sociální psychologie).

## Sedm velkých idejí sociální psychologie
David Myers pojmenoval sedm "velkých oblastí sociální psychologie" a rozdělil je do 3 oblastí: sociální myšlení (1–3), sociální vlivy (4–5), sociální vztahy (6–7).

### Člověk konstruuje svoji sociální realitu
Člověk potřebuje pocit bezpečí, že má události pod kontrolou a dokáže předpokládat výsledek svého chování a chování druhých, tedy přisoudit osobám vlastnosti a událostem příčiny. Toto se děje na základě vlastních jedinečných zkušeností, díky kterým konstruuje svůj pohled na sociální realitu, jímž se řídí.

### Sociální intuice jsou často silné, ale mohou být nebezpečné
Člověk důvěřuje vlastnímu úsudku a intuici a obvykle se mu to vyplácí, přestože významnou část duševního života nemá plně pod kontrolou. Mohou se vyskytnout také situace, ve kterých člověk své možnosti přecení, ty jsou spojeny s vysokou mírou rizika.

### Postoje ovliňují jednání člověka
Jednání člověka je předurčeno jeho přesvědčením, city a předešlými zkušenostmi.

### Sociální vlivy určují chování člověka
Zdrojem postojů člověka jsou kromě zkušeností vlastních také zkušenosti zprostředkované jinými lidmi, sociálními skupinami, jejichž je členem, sociálními institucemi a kulturou společnosti, ve které žije. Znakem dospělosti jedince je schopnost nalezení kompromisu mezi vlastními potřebami a sociálními normami.

### Chování člověka je pod vlivem jeho dispozic
Různí lidé mohou ve zcela stejné situaci reagovat různě. Do sociálních vztahů člověk vstupuje se svými dispozicemi a má tendenci je spíše posilovat než měnit a oslabovat díky tomu, že je uplatňuje v situacích, kterým čelí. Na základě dispozic jsou také utvářeny vztahy, a to skrz kombinaci jejich podobnosti a vzájemného doplňování se.

### Sociální chování je také biologickým chováním
Neoddělitelnou součástí každého sociálního rozměru chování člověka je jeho biologická podstata. "Jsme bio-psycho-sociální organismy."

### City a konání člověka vůči lidem jsou někdy pozitivní a někdy negativní
V sociální psychologii jsou předmětem studia fenomény jako předsudky, stereotypy, konformita, sociální zahálení, konflikty, žárlivost či machiavelismus stejně tak jako kooperace, altruismus, láska.

## Metody výzkumu
Sociální psychologie používá pro studium sociálního chování vědecké metody (přímé a objektivní pozorování, interpretaci pozorovaných dat založenou na logických postupech, predikci, tj. formulování hypotéz a jejich ověřování, experimentování.) Převažující metodou je experiment. Sociálně-psychologické teorie mají proto tendenci mít omezený dosah a zaměřovat se na přímo měřitelné aspekty lidského chování.

### Známé experimenty

#### Aschův experiment
Experiment Solomona Asche spočíval v tom, že účastníci, jimž bylo řečeno, že se účastní výzkumu zraku, měli porovnávat dvojice čar podle délky. V kontrolní skupině byla úspěšnost 95%. Druhá část studentů však odpovídala ve skupině, ve které ostatní účastníci byli instruováni, aby odpovídali vždy špatně a skuteční účastníci odpovídali až jako poslední. V této skupině odpovědělo vždy správně pouze 25% účastníků, zbylí chybovali. Jako důvod většina uvedla, že nechtěli ve skupině být považováni za divné, menšina že věřili spíše skupině než vlastnímu úsudku. Tento experiment ukázal velký vliv konformity na lidské jednání.

#### Milgramův experiment
Smyslem experimentu z roku 1963 bylo ověřit, jak daleko jsou lidé schopni zajít ve své poslušnosti k autoritě. Účastníci se za slíbenou odměnu účastnili zdánlivého experimentu týkajícího se učení. Účastník v roli žáka měl odpovídat na otázky a v případě, že odpověděl špatně, účastník v roli učitele mu pustil do těla elektrický výboj jako potrestání. Síla výboje se postupně zvyšovala. Pokud měl "učitel" pochybnosti, experimentátor ho povzbuzoval, aby pokračoval v trestání žáka. Ve skutečnosti však žák byl pomocníkem experimentátora a elektrické šoky nebyly skutečné. Všichni častníci pokračovali až do 300V a 65% z nich došlo až na konec stupnice, tj. 450V, což bylo považováno za potenciálně smrzící dávku, a to i přesto, že se často zdráhali a projevovali obavy o zdraví žáka. Milgram se pomocí experimentu snažil přispět k vysvětlení psychologických příčin holokaustu, kdy i "normální" Němci byli schopni páchat ty nejtěžší zločiny. Experiment se však stal terčem kritiky, která spočívala především v neetičnosti a nejasné zobecnitelnosti výsledků do běžného života. Dále je předmětem diskuzí jeho metodika a statistická věrohodnost, neboť v prvním experimentu bylo pozorováno pouze 40 účastníků, při kterých navíc probíhalo 24 lehce odllišných scénářů. Milgramův experiment se stal pravděpodobně nejcitovanějším a nejvíce provokativním experimentem v sociálních vědách. 

#### Zimbardův experiment
V jednom z nejznámějších a nejkontroverznějších psychologických experimentů, provedeném v roce 1971 americkým psychologem Philipem Zimbardem bylo s dobrovolníky z řad studentů simulováno prostředí věznice, kde "dozorci" měli nad "vězni" neomezenou moc. Jeho smyslem bylo zkoumat vliv situačních faktorů na lidské chování. Experiment musel být předčasně ukončen, protože dozorci začali vězně velmi krutě týrat. Závěrem experimentu je názor, že brutální zločiny spáchané v extrémních podmínkách (například v době války) nemusí být dílem psychicky nemocných jedinců, ale obyčejných lidí, kteří byli vystaveni tlaku okolností. Experiment však byl kritizován z důvodu špatné reprezentativity, neetičnosti a údajného vstupování Zimbarda do experimentu (dozorci jím údajně měli být instruováni).

## Témata sociální psychologie

### Sociální vnímání
- Sebe-vnímání
- Sociální Já a sociální identita
- Vnímání ostatních
- Vnímání skupin
- Kognitivní disonance
- Teorie sociálního srovnávání
- Zkreslení sloužící sobě
- Žárlivost
- Sebe-naplňující se proroctví
- Sleeper effect
- Efekt experimentátora
- Změna postoje
- Sociální percepce
- Teorie nálepkování
- Sociální učení

### Sociální vlivy
- Agresivita
- Altruismus
- Přitažlivost a láska
- Konformita a poslušnost vůči autoritě
- Difuze odpovědnosti
- Efekt přihlížejícího
- Násilí v médiích
- Konformita
- Poslušnost
- Skupinová polarizace

### Sociální jednání
- Skupinové procesy
- Skupinové chování
- Postoje
- Mezilidské vztahy
- Pluralitní ignorance
- Investiční model vztahů
- Asertivita
- Fáze vývoje skupiny
- Groupthink
- Kolektivní chování
- Skupinové role
- Sociální lenivost
- Teorie sociální směny
- Psychologie davu

## Některé koncepty sociální psychologie
- Likertova škála
- Model AIDA
- Sémantický diferenciál
- Shostromovo dělení manipulace
- Rorschachův test
- Laswellova formule
- Bogardusova škála sociální vzdálenosti